# デヴィッド・ジェンキンス (著作家)
デヴィッド・ジェンキンス（David Brynmor Jenkins、1943年1月22日 - 2000年4月10日）は、イギリスの文筆家・英語教師・ジャーナリスト。森口靖彦とともに『梁塵秘抄』、『閑吟集』、『方丈記』を英訳・出版した。

## 略歴
1943年にウェールズに生まれ、イングランド北東部で育った。1967年からロンドンでジャーナリストとして通信社 Press Association 及び "London Evening Standard" 紙に記事を執筆する。その後、女性誌 "Nova" の編集者として、ヨーロッパ、中東、北アフリカで取材活動を行った。1975年に、アメリカや西インド諸島の黒人のアフリカへの帰還とその後に関する著作 "Black Zion"（那須国男訳『ブラック･シオニズム－アフリカ帰還の夢と現実』TBSブリタニカ、1977年）を出版した。その後、アメリカでパトリシア・ハースト事件の取材と事件に関する本の執筆を行ったが、出版に至らなかった。
1980年に来日した。京都で英語教師をしながら、森口靖彦とともに日本文学の英訳に取り組み、『梁塵秘抄』、『閑吟集』、『方丈記』を英訳・出版した（いずれも森口との共訳）。英字誌 "Kyoto Journal" に日本古典文学の翻訳や評論を寄稿した。また京都で朗読会を開催した。朗読会は音楽家プレストン・ハウザー (Preston Houser) とのコラボレーション形式で行われることが多かった。

## 著作
- Black Zion: Africa imagined and real as seen by contemporary Blacks. Harcourt Brace Jovanovich. (1975). ISBN 0-15-113193-7

- ブラック・シオニズム － アフリカ帰還の夢と現実. TBSブリタニカ. (1977)

## 翻訳・編集
- (1989年) The Dance of the Dust on the Rafters: Selections from Ryojin-hisho. 森口靖彦共訳、White Pine Press. ISBN 0-913089-10-9.

- (1992年) 『20世紀ステンドグラス―その新しい定義』 ロバート ケールマン(著)、俣野 広司(翻訳)、デイビッド・ジェンキンズ(翻訳)、森口靖彦(翻訳)、京都書院、ISBN 4763620754

- (1992年) 『ブライアン・ウィリアムズ―日本を描いて20年』 ブライアン・ウィリアムズ(著)、デビッド・ジェンキンズ(翻訳・編集)、森口 靖彦(翻訳・編集)、ふたば書房、ISBN 4893201433

- (1996年) The Song in the Dream of the Hermit: Selections from Kanginshu. 森口靖彦共訳、White Pine Press. ISBN 0-913089-35-4.

- (1996年) Hojoki: Visions of a Torn World. 森口靖彦共訳、Stone Bridge Press. ISBN 1-880656-22-1.